# Lipoltice
Lipoltice är en ort i Tjeckien.   Den ligger i regionen Pardubice, i den centrala delen av landet, 80 km öster om huvudstaden Prag. Lipoltice ligger 276 meter över havet och antalet invånare är 361.
Terrängen runt Lipoltice är huvudsakligen platt, men söderut är den kuperad. Terrängen runt Lipoltice sluttar norrut. Runt Lipoltice är det ganska tätbefolkat, med 155 invånare per kvadratkilometer. Närmaste större samhälle är Pardubice, 15,9 km öster om Lipoltice. Omgivningarna runt Lipoltice är en mosaik av jordbruksmark och naturlig växtlighet.